# Hernando García-Barriga
Hernando García-Barriga (Bogotá, 30 de noviembre de 1913 - 2005) fue un botánico taxónomo, etnobotánico, profesor colombiano, especializado en las familias de las bombacáceas, caricáceas, fabáceas, poáceas.

## Biografía
Hizo su bachillerato en el Colegio Mayor de San Bartolomé. E ingresa a la Escuela de Agronomía y Veterinaria de Bogotá (hoy Facultad de Veterinaria y Zootecnia de la Universidad Nacional de Colombia. Llevaba un año vinculado como profesor de la misma institución cuando obtuvo en 1939, la licenciatura en biología-botánica.
En 1938, fundador del Instituto Botánico, hoy Instituto de Ciencias Naturales de la Universidad Nacional. En 1939, funda el primer Jardín Botánico de Colombia, ubicado también en esta institución, y el Museo de Historia Natural. Cofunda en 1950 la Universidad Distrital Francisco José de Caldas y su Facultad de Ingeniería Forestal, que en 1968 le otorgó el grado de doctor honoris causa. También la Facultad de Ingeniería Agronómica de la Universidad Nacional nació bajo su tutoría, y gracias a su orientación se creó el laboratorio de medicinas naturales Labfarve, que hoy es reconocido por su calidad.

## Algunas publicaciones

### Libros
- 1974. Flora medicinal de Colombia: botánica médica, v. 1. Ed. Tercer Mundo, 561 p. ISBN 9586013669, ISBN 9789586013666

- 1964. Técnica microscópica vegetal: Fitomicroscopía. Ed. Instituto de Ciencias Naturales de la Universidad Nacional, 340 p.

- 1950. Conferencias de Botánica Médica. Ed. Pontificia Universidad Católica Javeriana, 235 p.

## Honores

### Membresías
- Academia Colombiana de Ciencias Exactas, Físicas y Naturales.

- Asociación Latinoamericana de Botánica (ALB)

- Red Latinoamericana de Botánica (RLB)

### Premios
- 1974: el Richard Evans Shultes, que concede la casa farmacéutica Shaman;
- 1975: premio Alejandro Ángel Escobar;
- 1979: el premio Sociedad Linneana de Londres;[4]
- 1996: medalla Juan N. Corpas por una vida dedicada a la ciencia en beneficio de la salud de los colombianos;
- 2003: mención de honor en el Premio al Mérito Científico, otorgado por la Asociación Colombiana para el Avance de la Ciencia (ACAC).

### Eponimia
Especies de peces
- (Pimelodidae) Pimelodus garciabarrigai Dahl 1961

Género de plantas
- (Asteraceae) Garcibarrigoa Cuatrec.[5]

Especies de plantas
- (Melastomataceae) Meriania hernandii L.Uribe[6]

- (Orchidaceae) Epistephium hernandii Garay[7]
- La abreviatura «García-Barr.» se emplea para indicar a Hernando García-Barriga como autoridad en la descripción y clasificación científica de los vegetales.[8]